# Телесфор (военачалник)
Вижте пояснителната страница за други личности с името Телесфор.
Телесфор (на старогръцки: Τελέσφορος, Telesphoros, † след 312 г. пр. Хр.) e македонски военачалник по време на диадохските войни през IV век пр. Хр. Той е племенник на диадох Антигон I Монофталм.
През третата диадохска война през 313 г. пр. Хр. чичо му го поставя като командир на войската, с която той отива с 50 кораба на Пелопонес, за да се бие против Касандър. Той превзема градове, но не напада Сикион и Коринт, където владетел e Кратесиполис († сл. 307 г. пр. Хр.), снахата на Полиперхон, съюзник на Антигон Монофталм
През 312 г. пр. Хр. Телесфор се отказва от чичо си и отива към Касандър. Той окупира Акропола на Елида, превзема светилището и открадва от храма на Зевс 50 сребърни таленти, за да плати на наемниците си. Братовчед му Птолемей, друг племенник на Антигон, го залавя в Елида и предава обратно открадното от него богатство от олимпийския храм.
Според историкът Хелмут Берве, вероятно този Телесфор по-късно отива след това в двора на Лизимах в Тракия, който го осъжда и хвърля на лъвовете, понеже се изказал пренебрижително за музикалното изпълнение на Арсиноя II.